# Pycreus apiculatus
Pycreus apiculatus là loài thực vật có hoa trong họ Cói. Loài này được Govind. miêu tả khoa học đầu tiên năm 1990.